# Trofarello
Trofarello là một đô thị ở tỉnh Torino trong vùng Piedmont, có vị trí cách khoảng 10 km về phía đông nam của Torino, nước Ý. Tại thời điểm ngày 31 tháng 12 năm 2004, đô thị này có dân số 11.090 người và diện tích là 12,3 km².
Đô thị Trofarello có các frazioni (các đơn vị trực thuộc, chủ yếu là các làng) Valle Sauglio.
Trofarello giáp các đô thị: Pecetto Torinese, Moncalieri, Cambiano, và Santena.